# Konturetsning

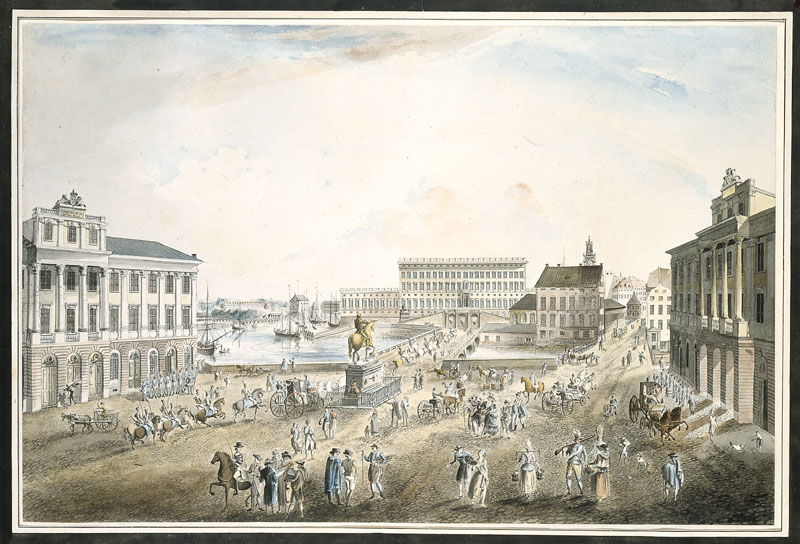
Ur Utsigter öfver Stockholm, av Johan Fredrik Martin (1797).
Norrmalmstorg (nuv. Gustav Adolfs torg) och slottet med gamla Norrbro (riven 1797).
Akvarellerad konturetsning på papper, 44 × 61 cm.

Konturetsning är en grafisk metod med etsningsteknik för framställning av bilder där man endast definierat motivets konturer. Dessa kan sedan färgläggas med annan teknik, till exempel lavering med akvarell. Metoden blev vanlig under 1700-talets senare del. I Sverige introducerades metoden av bröderna Elias och Johan Fredrik Martin.